# 2007 en Égypte
Chronologie de l'Égypte
- 2003
- 2004
- 2005
- 2006
- 2007
- 2008
- 2009
- 2010
- 2011

Cet article présente les faits marquants de l'année 2007 en Égypte.

## Évènements
- 6 mai : un accident d'avion dans le Sinaï fait 9 victimes : 8 militaires français et un militaire canadien membres de la Force multinationale et observateurs (FMO)[1].
- 16 juillet : conférence internationale sur le Darfour à Tripoli avec des représentants des Nations unies, de l'Union africaine et de15 pays, dont les cinq pays membres permanents du Conseil de sécurité, le Soudan, la Libye, le Tchad, l'Égypte et l'Érythrée. La conférence s'est terminé par un appel à poursuivre le processus de paix dans lequel l'Union africaine et l'ONU jouent un rôle principal. Aucun des groupes rebelles du Darfour n'a participé à la conférence. Les participants ont annoncé qu'une rencontre avec les groupes rebelles non signataires de l'accord de paix de mai 2006 aurait lieu Arusha (Tanzanie) du 3 au 5 août prochains pour fixer la date et le lieu pour des négociations entre gouvernement et rebelles[2]. Le 6 juillet, Le Front uni pour la libération et le développement a été créé par 5 factions rebelles du Darfour: deux tendances rivales de l'Armée de libération du Soudan, les Forces du Front démocratique révolutionnaire, le Mouvement national pour la réforme et le développement et l'Alliance démocratique fédérale du Soudan, en vue des prochaines négociations sur le règlement du conflit[3].
- 24 décembre : l'effondrement d'un immeuble de 12 étages à Alexandrie fait au moins 5 morts[4].

## Culture

### Cinéma
- Le Chaos (film, 2007)
- Hena maysara
- Natacha Atlas, la rose pop du Caire
- Wingrave (film)

## Sport
- Jeux africains : les 9e jeux africains se sont déroulés à Alger en juillet 2007. L’Égypte est arrivée en tête en nombre de médailles d’or (74) devant l’Algérie (70) et L’Afrique du Sud (61). Pendant deux semaines, 6 000 athlètes se sont rencontrées dans 27 disciplines[5].

### Football
- Championnat d'Égypte de football 2006-2007

### Handball
- Coupe du monde des clubs de handball 2007

### Lutte
- Championnats d'Afrique de lutte 2007

### Pentathlon moderne
- Championnats d'Afrique de pentathlon moderne 2007

### Squash
- Heliopolis Open 2007
- Hurghada International 2007

### Volley ball
- Championnat d'Afrique des clubs champions féminin de volley-ball 2007